# Léon Nérel
Léon Nérel, né le 28 décembre 1855 à Perpignan (Pyrénées-Orientales) et mort le 18 août 1931 à Perpignan, est un homme politique français.

## Biographie
Avocat, maire de Perpignan en 1911-1912 et député des Pyrénées-Orientales de 1914 à 1919, il est inscrit au groupe de la Gauche démocratique.

## Mandats
Maire de Perpignan
- 17 mai 1911 - 19 mai 1912

Député des Pyrénées-Orientales
- 10 mai 1914 - 7 décembre 1919[1]